# 荒越町
荒越町（あらこしちょう）は、愛知県名古屋市中川区の地名。現行行政地名は荒越町1丁目及び荒越町2丁目。住居表示未実施。

## 地理
名古屋市中川区の東部に位置し、東は野立町・西は丹後町・南は中野本町・北は牛立町に接する

## 歴史

### 町名の由来
野立町の字荒越に由来する。

### 沿革
- 1960年（昭和35年）3月25日 - 中川区野立町の一部により、同区荒越町として成立する[1]。

## 世帯数と人口
2019年（平成31年）4月1日現在の世帯数と人口は以下の通りである。
| 町丁   | 世帯数  | 人口    |
| ------ | ------- | ------- |
| 荒越町 | 518世帯 | 1,030人 |

### 人口の変遷
国勢調査による人口の推移
| 1995年（平成7年）  | 1,530人 | [ WEB 6 ]  |  |
| 2000年（平成12年） | 1,394人 | [ WEB 7 ]  |  |
| 2005年（平成17年） | 1,300人 | [ WEB 8 ]  |  |
| 2010年（平成22年） | 1,190人 | [ WEB 9 ]  |  |
| 2015年（平成27年） | 1,089人 | [ WEB 10 ] |  |

## 学区
市立小・中学校に通う場合、学校等は以下の通りとなる。また、公立高等学校に通う場合の学区は以下の通りとなる。
| 番・番地等 | 小学校               | 中学校               | 高等学校 |
| ---------- | -------------------- | -------------------- | -------- |
| 全域       | 名古屋市立八幡小学校 | 名古屋市立八幡中学校 | 尾張学区 |

## 施設
- 名古屋市営荒越荘

1980年（昭和55年）から1983年（昭和58年）にかけて整備された市営住宅。荒越公園とともに町域の過半を占めるという。
- 八幡コミュニティセンター

1987年（昭和62年）2月22日開館。会議室2室と「亀の間」・「鶴の間」と称する10畳の和室2室を備える。
- 荒越公園

3丁目に所在する近隣公園。1964年（昭和39年）3月28日都市計画決定、1972年（昭和47年）4月1日開園。1.40ヘクタール。中野本郷土地区画整理組合より1960年（昭和35年）に寄付されたものという。
- 荒越北公園

1丁目に所在する街区公園。1986年（昭和61年）4月1日開園。0.27ヘクタール。

## その他

### 日本郵便
- 郵便番号 : 454-0044[WEB 3]（集配局：中川郵便局[WEB 13]）。

### WEB
1. ↑  “愛知県名古屋市中川区の町丁・字一覧”.   人口統計ラボ. 2019年5月12日閲覧。
2. 1 2  “町・丁目(大字)別、年齢(10歳階級)別公簿人口(全市・区別)”.   名古屋市 (2019年4月22日). 2019年4月23日閲覧。
3. 1 2  “郵便番号”.  日本郵便. 2019年3月17日閲覧。
4. ↑  “市外局番の一覧”.   総務省. 2019年1月6日閲覧。
5. ↑  “中川区の町名一覧”.   名古屋市 (2015年10月21日). 2020年11月15日閲覧。
6. ↑  総務省統計局 (2014年3月28日). “平成7年国勢調査の調査結果(e-Stat) - 男女別人口及び世帯数 －町丁・字等”. 2019年3月23日閲覧。
7. ↑  総務省統計局 (2014年5月30日). “平成12年国勢調査の調査結果(e-Stat) - 男女別人口及び世帯数 －町丁・字等”. 2019年3月23日閲覧。
8. ↑  総務省統計局 (2014年6月27日). “平成17年国勢調査の調査結果(e-Stat) - 男女別人口及び世帯数 －町丁・字等”. 2019年3月23日閲覧。
9. ↑  総務省統計局 (2012年1月20日). “平成22年国勢調査の調査結果(e-Stat) - 男女別人口及び世帯数 －町丁・字等”. 2019年3月23日閲覧。
10. ↑  総務省統計局 (2017年1月27日). “平成27年国勢調査の調査結果(e-Stat) - 男女別人口及び世帯数 －町丁・字等”. 2019年3月23日閲覧。
11. ↑  “市立小・中学校の通学区域一覧”.   名古屋市 (2018年11月10日). 2019年1月14日閲覧。
12. ↑  “平成29年度以降の愛知県公立高等学校（全日制課程）入学者選抜における通学区域並びに群及びグループ分け案について”.   愛知県教育委員会 (2015年2月16日). 2019年1月14日閲覧。
13. ↑  “郵便番号簿 2018年度版” (PDF).   日本郵便. 2019年5月8日閲覧。

### 書籍
1. 1 2  名古屋市計画局 1992, p. 825.
2. ↑  『ハンディマップル でっか字名古屋 詳細便利地図』昭文社、92頁、ISBN 978-4-398-47129-1。
3. 1 2 3  名古屋市計画局 1992, p. 450.
4. 1 2  中川区制施行50周年記念誌編集委員会 1987, p. 397.
5. 1 2 3  名古屋市農政緑地局管理部緑地管理課 1996, pp. 62–63.
6. ↑  名古屋市市民生活部緑化対策課 1973, p. 176.
7. 1 2 3  名古屋市農政緑地局管理部緑地管理課 1996, pp. 68–69.